# Оксфорд, Эдвард
Э́двард О́ксфорд (англ. Edward Oxford; 19 апреля 1822 — 23 апреля 1900) — первый из восьми человек, покушавшихся на жизнь королевы Виктории.

## Ранняя жизнь
Эдвард Оксфорд родился в Бирмингеме в 1822 году и был третьим сыном Ханны Марклё и Джорджа Оксфорда, имевших до него семерых детей. Его отец, искатель золота, умер, когда Эдварду Оксфорду исполнилось семь. Мать была в состоянии работать и кормить семью, поэтому Оксфорд посещал школу в Бирмингеме и в Ламбете, районе Лондона, куда семья переехала, когда мальчику было около 10. Когда он окончил школу, то сначала взялся работать в баре у своей тётки в Хаунслоу, а затем в других общественных заведениях, мальчиком на побегушках, или официантом. В момент покушения на королеву Викторию ему едва исполнилось восемнадцать, он был безработным и жил с матерью и сестрой в квартире в Камберуэлле. Так как его мать на некоторое время уехала в Бирмингем, то Оксфорд жил один в момент своего покушения.

## Покушение

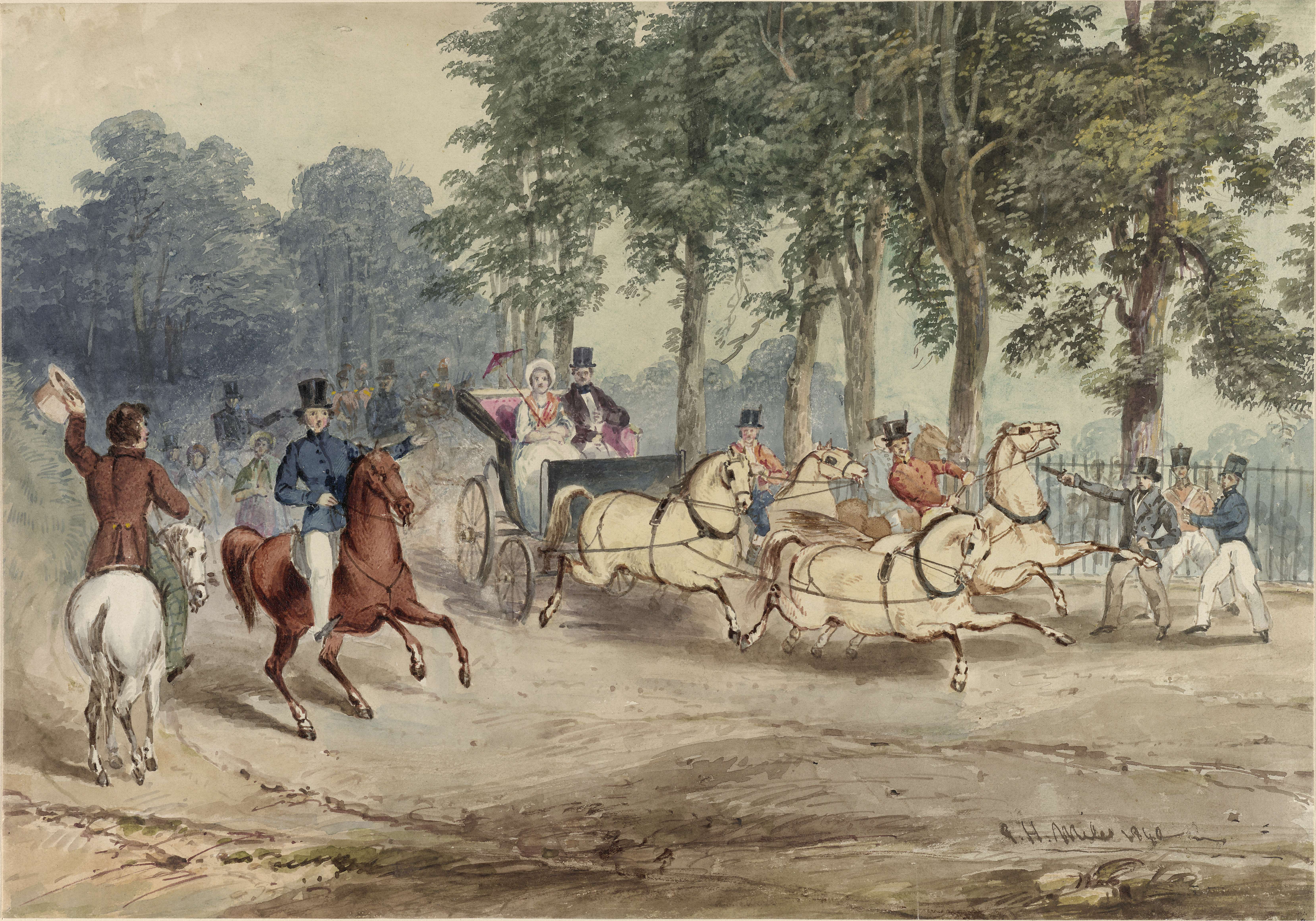
Покушение Оксофрда на королеву Викторию, рисунок Дж.Х. Майлса (G.H. Miles)

4 мая 1840 г. Оксфорд купил пару пистолетов за £2, а также пороховую склянку, и начал практиковаться в различных тирах в Лестер-сквере, Стрэнд, и в Уэст-Энде. За неделю до нападения он зашёл в Ламбетский магазин, принадлежавший бывшему однокласснику Оксфорда, Грею и купил пятьдесят медных капсюлей, также спросив, где можно купить немного патронов и трёхпенсового пороха. Грей продал ему порох и рассказал, где можно найти боеприпасы. Вечером 9 июня несколько свидетелей увидели Оксфорда с заряженным пистолетом; когда его спросили, зачем он ему нужен, он не захотел сказать, ограничившись лишь сообщением о том, что он стрелял в мишени.
Около 4 часов вечера 10 июня 1840 года, Оксфорд занял позицию на тропинке, ведущей на холм Конституции, возле Букингемского Дворца. Королева, которая была на четвёртом месяце беременности своим первенцем, привыкла кататься в фаэтоне, или низкой, открытой карете вместе с мужем, принцем Альбертом в конце дня или ранним вечером, без сопровождения охраны. Этим и воспользовался Эдвард Оксфорд. Когда королевская чета появилась рядом два часа спустя и приблизилась к нему на минимальное расстояние, то он выстрелил два раза подряд, однако оба раза промахнулся. Юноша был немедленно схвачен и обезоружен зеваками. Оксфорд не делал никаких попыток отрицать свои действия, открыто заявляя: «Это я, это я, сделал это».
Оксфорд был немедленно арестован и обвинён в государственной измене за попытку совершить покушение на монарха. После ареста его квартиру обыскали и нашли запертый ящик, содержащий меч и ножны, две сумки для пистолетов, порох, форму для отливки пуль, пять круглых свинцовых пуль, часть капсюлей, купленных у Грея, а также сложные правила и труды мнимого военного общества под названием «Молодая Англия» (не путать с более поздней консервативной политической группой, имевшей то же название), в комплекте со списком выдуманных им офицеров и мнимой перепиской с ними же. Члены общества по правилам должны были иметь на вооружении по два пистолета, меч, винтовку и кинжал.
Судебное разбирательство по делу в Олд-Бейли было отложено до 9 июля для более тщательного расследования обоих его выстрелов и их возможных мотивов. Несмотря на более ранние признания Оксфорда, пули не были обнаружены на месте преступления, и Корона не могла доказать, что пистолеты и выстрелы были. Позже Оксфорд стал утверждать, что оружие содержало только порох.
На юношу не обращали внимание на протяжении большей части разбирательства. Обвинители представили много свидетельств очевидцев, в то время как защита состояла лишь из членов семьи и друзей, свидетельствовавших, что Оксфорд всегда казался невменяемым и что оба его деда и отец были алкоголиками, что объясняло признаки психического заболевания. С этим суду приходилось считаться, так как в викторианской Англии считалось, что алкоголь и наследственное влияние были причинами, доказывающими невменяемость у человека. Мать Оксфорда дала суду показание о том, что её покойный муж был жестоким и пугающим человеком и что ее сын был не только склонен к приступам истерического смеха, но и мог испускать странные звуки и был помешан на огнестрельном оружии, ещё будучи ребёнком. Различные видные патологи и врачи свидетельствовали, что из-за «заболевания головного мозга» или каких-либо других факторов, таких как форма головы, Оксфорд был либо психически ненормален, либо просто не в состоянии контролировать себя.

## Арест

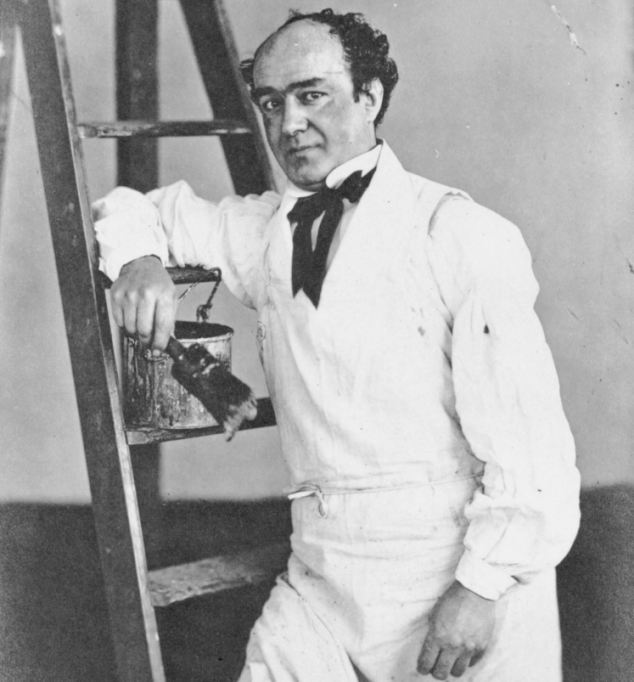
Эдвард Оксфорд, фотопортрет Генри Геринга. 1856

На следующий день присяжные оправдали Оксфорда, заявляя, что он «невиновен по причине невменяемости». Как и все подобные заключённые, он был приговорён «быть задержанным, пока мнение Её Величества не будет известно». В сущности, это был неопределённый срок. Оксфорд был направлен в Государственный преступный сумасшедший дом Бедлам, где оставался в качестве пациента в течение последующих двадцати четырёх лет. Всё это время он занимался рисованием, чтением и научился играть на скрипке; служащие Бедлама сообщали, что он может играть в шашки и шахматы лучше, чем любой другой пациент, он также выучил французский, немецкий и итальянский, до степени беглости приобрёл некоторые знания испанского языка, греческого и латыни, а также работал в качестве художника-декоратора в пределах больницы. Когда его перевели в Бродмур в 1864 году, записи, сделанные по его прибытии, описывали его «судя по всему, нормальным человеком, в здравом уме». Он по-прежнему утверждал, что пистолеты, которыми он выстрелил в Королеву, не были заряжены ничем другим, кроме пороха, и что его нападение было вызвано не желанием травмировать Её Величество, но исключительно, чтобы прославиться.
Оксфорд по-прежнему организованно и хорошо вёл себя в Бродмуре, работая в качестве резчика по дереву и живописца.
Хотя всем было ясно, что Оксфорд находится в здравом уме и перестал представлять угрозу для общества, Джордж Грей, министр внутренних дел, проигнорировал просьбу распорядиться об освобождении задержанного. Лишь три года спустя новый министр внутренних дел предложил освободить от заключения Оксфорда при условии, что тот уедет в одну из заграничных колоний Империи, и если вернётся в Великобританию, то будет заключён в тюрьму на пожизненный срок.

## После освобождения
Оксфорд прожил всю оставшуюся жизнь в Мельбурне, Австралия. Он высадился в Мельбурн под новым именем — Джон Фриман. Стремясь преобразовать свою жизнь и стать добропорядочным гражданином, Фриман стал маляром и вступил в Уэст-Мельбурнское общество взаимного совершенствования. В 1881 году он женился на вдове с двумя детьми, стал церковным старостой в соборе Сент-Джеймса, стал писать газетные статьи о городских трущобах, рынках и ипподромах под псевдонимом «Аргус», который стал основой для его книги, вышедшей в 1888 году, «Свет и тени Мельбурнской жизни». Умер в 1900 году.
Его пациентская запись в Бродмуре включает в себя письмо, отправленное в 1883 году Джорджем Хайдоном, управителем Бедлама доктору Дэвиду Николсону. Оно включает в себя статью из The Age, мельбурнской газеты, которая сообщает, что 4 мая 1880 года «Джон» Оксфорд, опознанный как мужчина, который стрелял в Королеву много лет назад и который вследствие этого был пациентом в психиатрической больнице, до того как был выслан в Австралию, недавно был осуждён за кражу рубашки и провёл неделю в тюрьме. После освобождения начальник тюрьмы обратился в полицию с просьбой присмотреть за Оксфордом «вследствие эксцентричного поведения старика». Полиция впоследствии арестовала Оксфорда за бродяжничество, и он, как сообщается, был отправлен на дополнительное медицинское обследование. Там не было никаких дальнейших обновлений записи. Однако Хайдон был не уверен, что именно этим человеком был Эдвард Оксфорд.
Связь между Оксфордом и «Джоном Фриманом» была проведена в 1987 году в статье Смита «Свет и тени в жизни Джона Фримана». Фриман написал несколько писем Хайдону, датируемых с 1888 года, и заканчивая смертью Хайдона в 1889 году. Жена и пасынки Фримана, кажется, были в полном неведении событий прошлой жизни их отца и мужа. Кроме того, фотография Джона Фримана, взятая для Столетней выставки в Мельбурне в 1888 году соответствует портрету Оксфорда, сделанного для архива Бедлам. Письма Фримана к Хайдону были переданы Национальной Библиотеке в 1950-х годах его семьей. Стивенс отмечает, что бывший управляющий не внес ничего больше в отчёт Бродмура об Оксфорде, о его продвижении вне беспокоящего отчёта, опубликованного в газете, и никогда не подтверждал, что Оксфорд был автором книги Фримана. Это, возможно, потому что Хэйдон увольнялся из Бедлама в то время, когда начал получать письма.

## Последствия
Несмотря на исторический прецедент о невменяемости, королева Виктория противостояла общественному мнению и оставалась в убеждении, что Оксфорд и другие преступники, которые покушались на её особу после, понимали и осознавали свои поступки. Она была в ярости, когда Дэниел Макнотен, который пытался убить премьер-министра сэра Роберта Пиля, а вместо этого убивший его личного секретаря, был оправдан в 1843 году. Когда Родерик Маклейн попытался застрелить её на Виндзорской железнодорожной платформе сорок лет спустя и был отправлен в Бродмур, она требовала от премьер-министра Гладстона, чтобы закон изменили в отношении к «виновным, но безумным», непоколебимо считая, что если Оксфорд был бы повешен сразу после покушения, то его смерть выступала бы в качестве устрашения других покушавшихся на неё убийц.

## В литературе

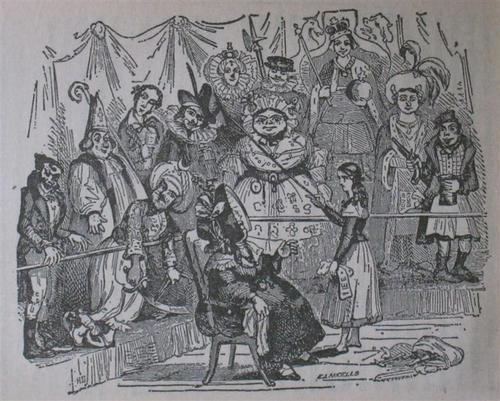
Лавка древностей: музей восковых фигур. Экспонат невменяемого Эдварда Оксфорда; сжимает пистолет и пивную кружку (крайний справа); королева Виктория, в коронационных одеждах, находится на линии огня справа вверху.

Литературная ссылка на Оксфорда появляется в романе Чарльза Диккенса «Лавка древностей», который Диккенс писал в течение месяца до и после покушения. Хотя он и проявлял интерес к этому инциденту, Оксфорд появился не в тексте, а на одной из сопровождающих иллюстраций, созданных Хэблотом К. Брауном, обычно известным под прозвищем «Phiz».
На иллюстрации к главе 28, миссис Джарлей, владелица музея восковых фигур, учит героиню, Маленькую Нелл, обязанностям гида. Хотя действие романа происходит около пятнадцати лет до 1840 года, Браун был несомненно вдохновлён  музеем мадам Тюссо в Лондоне, где  фигура Эдварда Оксфорда была гвоздём программы. Его карикатура на несостоявшегося убийцу с широко раскрытыми глазами, глуповатой ухмылкой, кремнёвым пистолетом в правой руке и кружкой пива в левой, с листом бумаги, где написано «Молодая Англия», вываливающимся из кармана, была легко узнаваема всеми современниками. На линии выстрела спокойно и безмятежно сидит Королева Виктория, одетая в коронационные одеяния 1838 года с державой и скипетром в руках. Хотя пистолет и направлен в её сторону, «Phiz» успокаивающе изображает королеву в буквальном смысле слова гораздо выше нападавшего, спокойно и величественно удаляя её от опасного безумца.
Оксфорд является главным героем романа Марка Ходера «Странное дело Джека Попрыгуна», написанного в 2010 году.

## В кинематографе
В 2009 неточная версия покушения была изображена в кинокартине «Молодая Виктория». В то время как Оксфорд (его играет Джозеф Алтин) стреляет, принц Альберт (Руперт Френд) сидит перед Викторией (Эмили Блант), и его ранит вторая пуля. Сцена, в которой полицейские обыскали квартиру Оксфорда и нашли газету с иллюстрациями королевской пары, не была включена в театральный релиз.
Сцена покушения на королеву содержится и в восьмой серии первого сезона сериала «Виктория». Роль Оксфорда исполнил Гарри Макинтайр. По сюжету Оксфорд действует по указанию Эрнеста Августа, короля Ганновера, который взойдёт на британский трон, если умрут Виктория и её нерождённый ребёнок. Однако в итоге расследование приводит к тому, что Оксфорда признают невменяемым, а письма из Ганновера — подделкой, сделанной им самим.